# Lars Ulrich Sørensen
Lars Ulrich Sørensen (* 30. Juli 1984) ist ein ehemaliger dänischer Radrennfahrer.
Er gewann in der Saison 2008 das dänische Eintagesrennen Fyen Rundt in Odense, sein einziges internationales Radrennen.

## Erfolge
- 2008 Fyen Rundt

## Teams
- 2004 Haraldshus
- 2007 Team Odense Energi
- 2008 Energy Fyn
- 2009 Team Concordia-Vesthimmerland Procycling